# Triennial Acts
Les Triennial Acts désignent plusieurs actes pris en Angleterre qui établissent que le Parlement doit se réunir au moins une fois tous les trois ans. Ce dispositif a pour objectif de limiter les pouvoirs du roi en le contraignant à réunir l'instance qui exerce un contrôle théorique sur ses fonctions, le Parlement, notamment dans le domaine fiscal. Le premier acte de ce type est approuvé en 1641, au tout début de la contestation parlementaire contre Charles Ier.
En 1664, après la Restauration, il est remplacé par un autre acte qui redonne de la liberté au souverain pour ce qui concerne la réunion du Parlement, ne se voyant pas opposer de réel mécanisme en cas de non-respect de la triennalité. En 1694, Guillaume III, qui a renversé Jacques II en 1688, approuve un acte de triennalité qui oblige le Parlement à être élu tous les trois ans, et à se réunir chaque année.
Dans un contexte d'intrigues politiques entre Whigs et Tories, 1715 voit l'acte de triennalité être abrogé, et remplacé en 1716 par un acte de septennalité, installant les parlementaires une fois élus pour sept ans, favorisant de ce fait une certaine stabilité politique à cette échelle.

## Les principaux actes triennaux

### Triennial Act 1641
Le Triennial Act 1641 (16 Cha. I c. 1), également connu comme « Dissolution Act » est une Loi du Parlement votée le 15 février 1641 par le Long Parlement pendant le règne de Charles Ier. L'acte exige que le Parlement se réunisse pour une session de cinquante jours au moins une fois tous les trois ans. Cela afin d'empêcher le roi de régner sans Parlement, comme Charles Ier l'a fait de 1629 à 1640. Si le roi manquait de convoquer le Parlement, la loi impose au lord grand chancelier d'émettre un décret qui convoque la Chambre des lords, laquelle émet à son tour des décrets pour convoquer l'élection de la Chambre des Communes. La clause 11 est inhabituelle, car elle établit explicitement que le projet de loi doit recevoir l'assentiment royal avant la fin de la session parlementaire. À cette époque, les projets de loi n'étaient pas approuvés avant la fin de la session. Ainsi, sans cette clause 11, la loi n'aurait pas pu être appliquée avant la prochaine session du Parlement. La loi reçoit une sanction royale en février 1641.

### Triennial Act 1664
En 1664, cette loi est abrogée par le Triennial Parliaments Act 1664 (16 Cha. II c. 1). Bien que dans le nouvel acte, il était stipulé que le Parlement devait être appelé au moins une fois tous les trois ans, aucun mécanisme n'existait pour s'en assurer. Ainsi, Charles II a été capable de régner les quatre années précédant la fin de son règne sans avoir appelé le Parlement.

### Triennial Acts 1694
Avec le Triennial Act 1694, également connu comme Meeting of Parliament Act 1694 (en) (6 & 7 Will. & Mar. c. 2), le Parlement se réunit annuellement et tient des élections générales une fois tous les trois ans. Le pays est à cette époque soumis à d'incessantes élections (10 élections en 20 ans) et les loyautés parmi les premiers ministres étaient difficiles à établir, ce qui exalte le sectarisme et les rivalités dans le Parlement. Cet état d'instabilité politique est connu comme « Rage of Party (en) ».
En 1716, le Septennial Act 1716 est voté et stipule qu'un Parlement est en place pour sept ans. Cet acte est mené dans une période d'une plus grande stabilité dans la politique britannique, avec des parlements et gouvernements dont les mandats sont typiquement longs tout au long du XVIIIe siècle.